# Àngel Sanudo
Àngel Sanudo (? - 1262) fou el segon duc de Naxos, fill i successor del fundador Marc I Sanudo.
La flota del ducat va ajudar en la defensa de Constantinoble contra els atacs dels grecs de Nicea i els búlgars el 1236, dirigint l'avantguarda amb Jofre II d'Acaia al qual l'emperador Llatí li va conferir l'alta sobirania sobre Naxos en premi pels seus serveis. Joan III Ducas Vatatzes de Nicea va ocupar en revenja l'illa d'Amorgos que va arrabassar a Jeremies Ghisi. El 1262 va donar suport a l'emperador llatí Balduí II de Courtenay, expulsat de Constantinoble.
Es va casar amb una filla de Macari de Santo Montalto (Saint-Ménéhould a Xampanya), senyor de Carax, i va tenir tres fills, Marco, Marino i una filla. El primer, Marc II Sanudo, el va succeir a la seva mort el 1262.